# 洗濯用洗剤

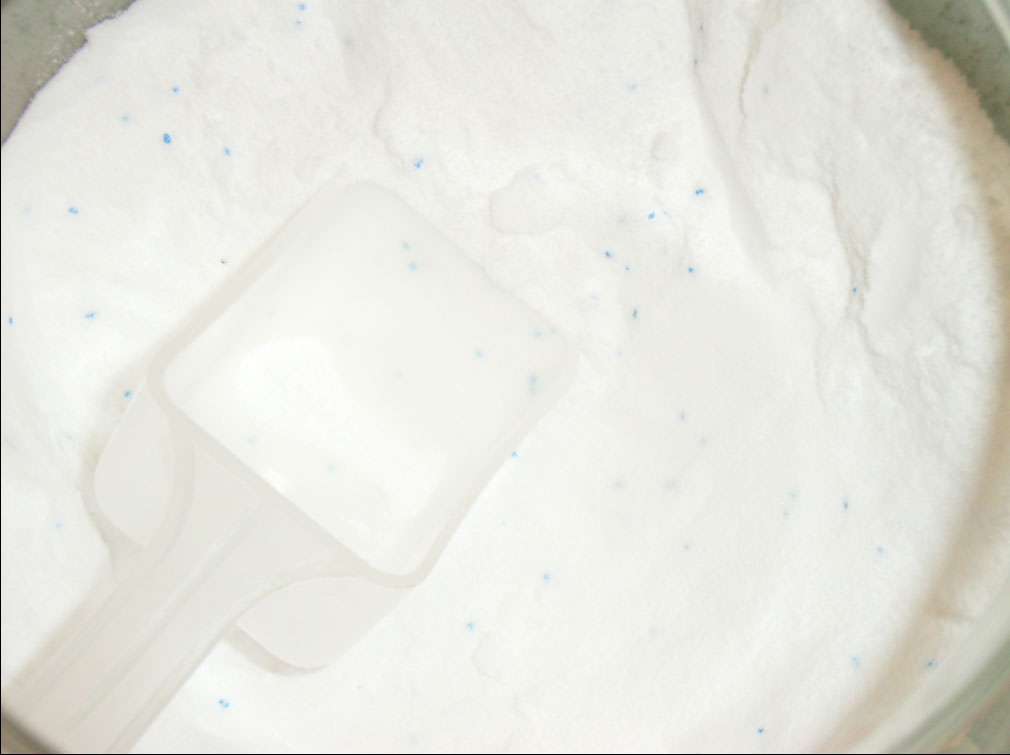
衣類用洗剤（粉末タイプ）

洗濯用洗剤（英: Laundry detergent）とは、主に繊維系などの物に対する洗浄に用いるための洗剤である。衣料用洗剤（衣類用洗剤）またはソープレス・ソープとも呼ばれる。

## 歴史
石鹸分を含まない洗剤の開発は20世紀初頭から着手され、1917年にドイツで界面活性のメカニズムが明らかになると本格化した。1930年代に天然油脂から脂肪族アルコールの大量生産が可能となり、この脂肪酸アルコールを原料としてアメリカやドイツで洗剤の製造や販売が始まっている。
日本ではドイツからの技術を導入する形で、1937年に第一工業製薬から羊毛用の中性洗剤として「モノゲン」が発売され、翌1938年には花王（当時・花王石鹸）がステープル・ファイバー衣料用の粉末洗剤「エキセリン」を発売している。ただし洗剤が本格的に普及したのは第二次世界大戦以降からで、1952年に花王が日本初の弱アルカリ性合成洗剤「花王粉せんたく」（後の「ワンダフル」）を発売し、電気洗濯機の普及と相まって市場へ浸透していった。

## 主な用途
洗剤の中でも繊維の内部に入りやすいように特化している。使われる対象としては、衣類、雑巾、布、一部の靴など、繊維物質などであり、かつ人に触れる機会が多い物に対して使われる。
他の用途に対しても、水などに溶かした上にしみこませた雑巾などでふき掃除などに用いられることがある。

## 成分
主成分は、化学的に合成し作られた「合成洗剤」である。純石鹸成分系もあるが、値段が高価であるため主流ではない。
どの製品にも主に入っている成分としては、洗浄成分の根本である界面活性剤や純石鹸成分である。ほかには、一部製品を除き界面活性剤の活動を補助する成分が入っている。補助成分により、業務用油に対する物や、泥汚れなど、洗濯洗剤の使用用途が変わる。

## 形状
液体タイプと粉末タイプに大別される。かつては主流だった粉末タイプはシェアを減らし、2022頃には液体洗剤がシェアの9割を占めている。

### 液体

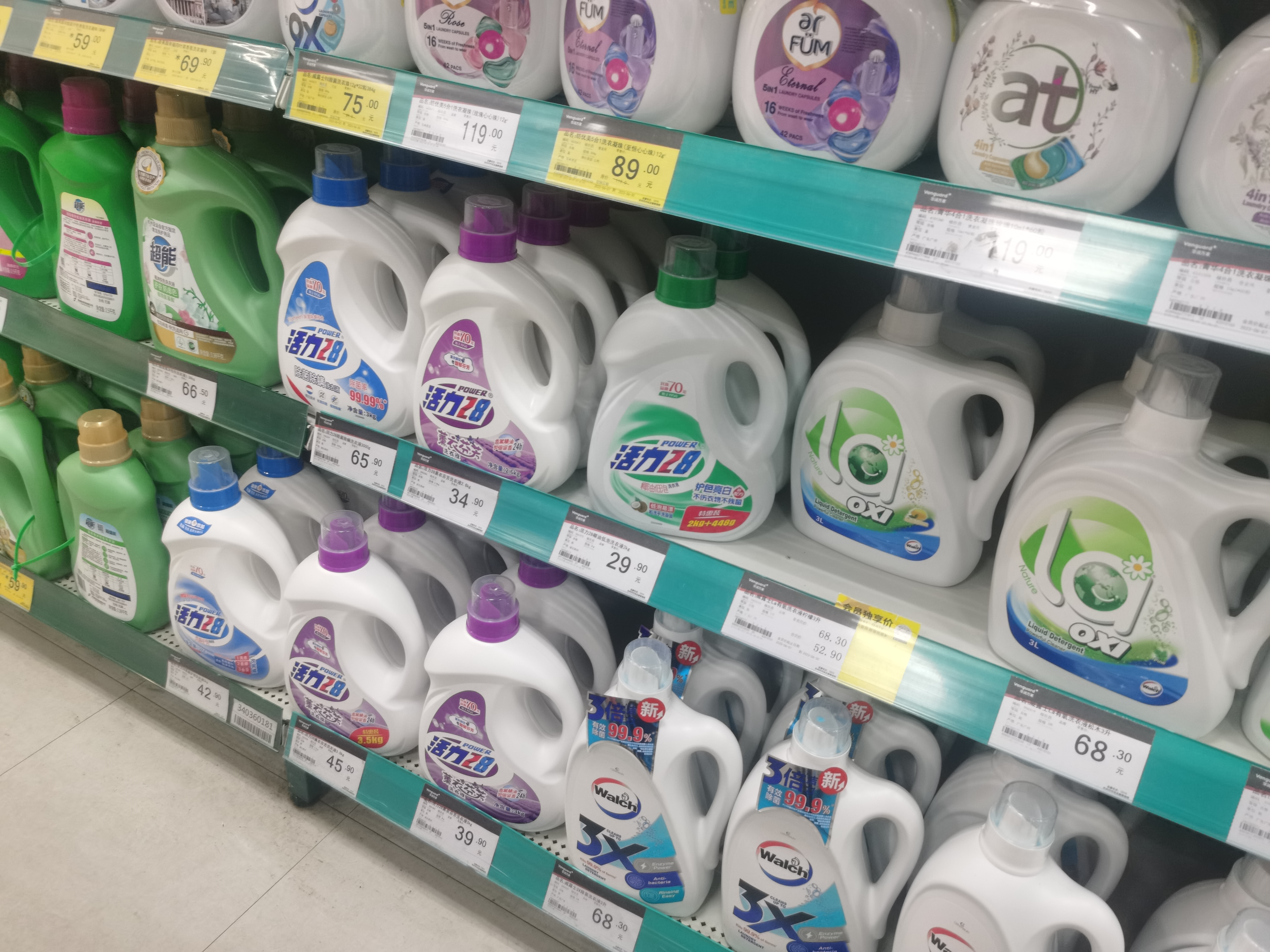
液体洗剤のボトル

粉タイプと同じく直鎖アルキルベンゼンスルホン酸ナトリウムが主成分として作られている。粉タイプより界面活性剤の割合が40%前後と割合的に高い。溶け残りにくく、水温やすすぎ回数等の条件を問わず扱いやすいことからシェアを拡大した。ただし洗浄力は低めとされる。

#### ジェルボール

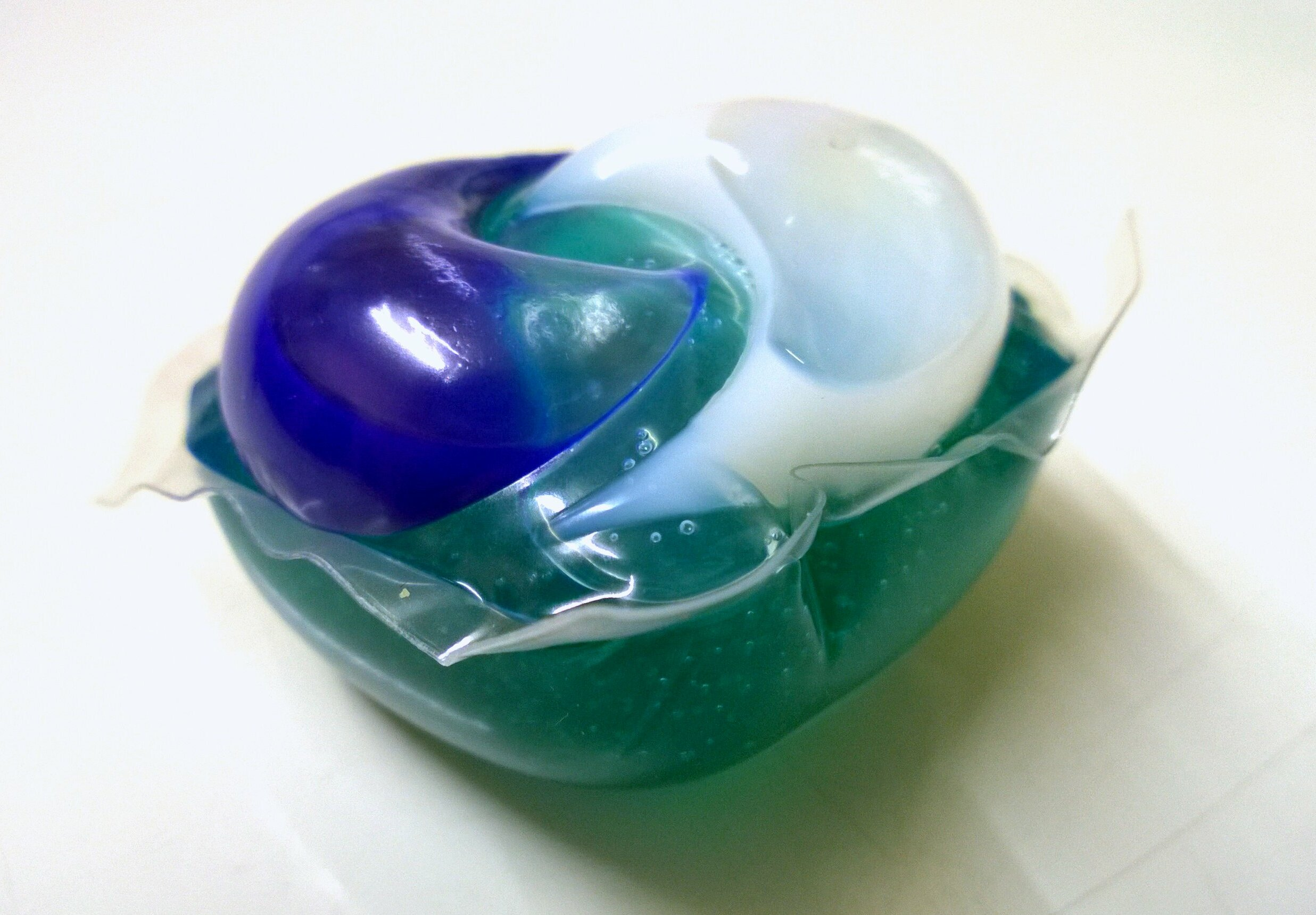
ジェルボール

P&Gの一部洗剤で使用されている方式。液体洗剤の一種。ポリビニルアルコールでできた水溶性フィルムに液体成分が封入されている。
初期のものは単一の空間に一種類の液体が封入されているだけであったが、近年のものは内部空間をフィルムで仕切って複数種の液体が封入されている。これにより、混ざると効果を打ち消しあってしまう組み合わせの洗浄成分でも、洗濯時点まで混ざらずに効果を保つ事が出来る。
水道水中の金属イオンを不活性化する金属イオン封鎖剤(キレート剤)が入っており、洗浄力が液体洗剤より高いとされる。かつ粉末洗剤ほど容易に溶け残ったりはしない。
水に十分触れられないとフィルムが溶け残るため洗濯物の下に投入する。

### 粉末

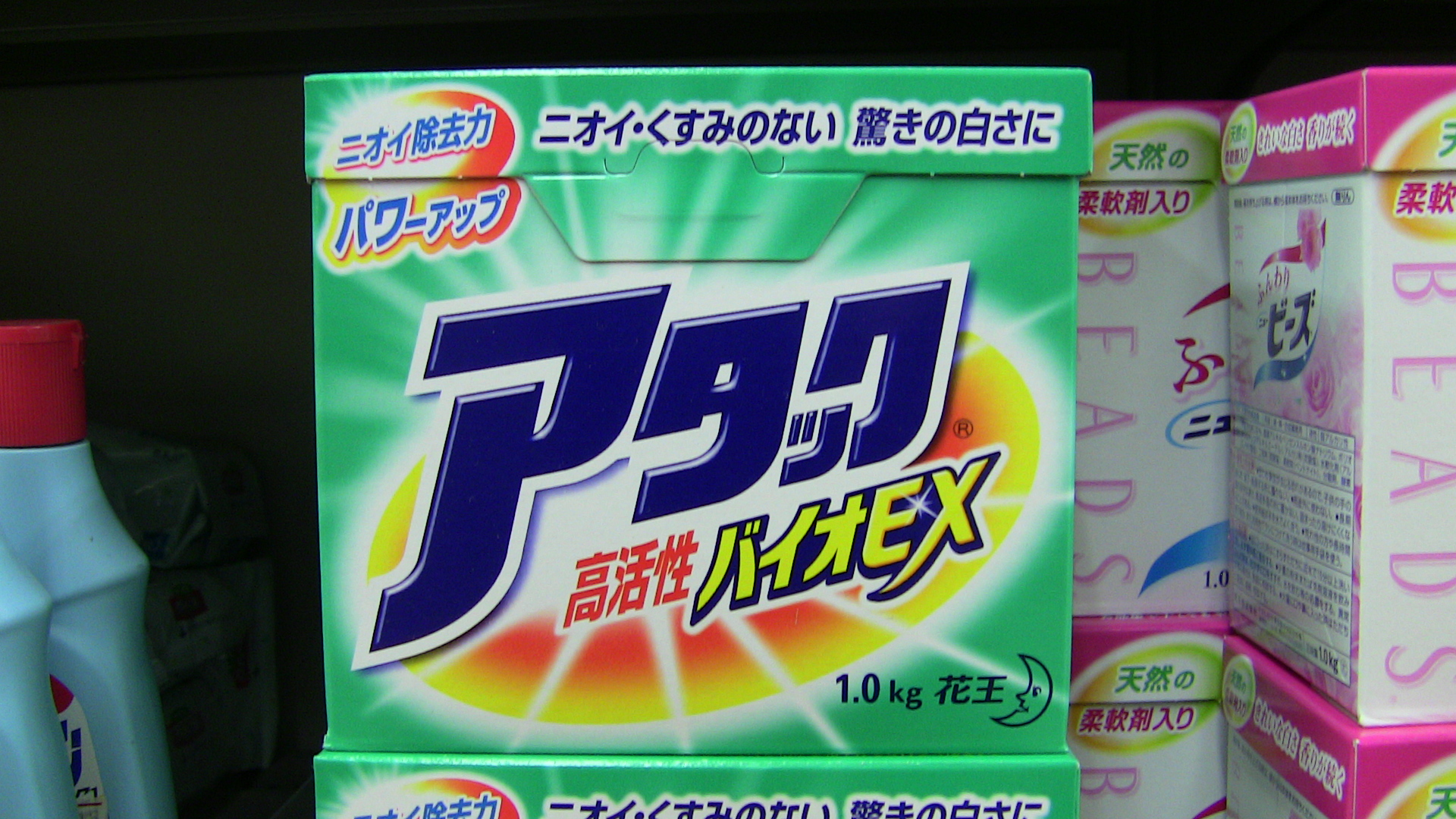
粉末洗剤の箱型パッケージ

近年の粉末タイプの洗剤は直鎖アルキルベンゼンスルホン酸ナトリウムが主成分として作られている。
最も洗浄力が高いとされるが、固まって残りやすく、水温の低い冬、すすぎ1回のみ、過剰量の使用、不適切な投入場所など使用条件次第で溶け残る。

### 固体
シェアとしては少ないが、水溶性のシートなどに固めた固体洗剤も存在する。携帯性に優れる。